# Лордстаун (Огайо)
Лордстаун (англ. Lordstown) — селище (англ. village) в США, в окрузі Трамбалл штату Огайо. Населення — 3332 особи (2020).

## Географія
Лордстаун розташований за координатами 41°10′16″ пн. ш. 80°51′59″ зх. д. / 41.17111° пн. ш. 80.86639° зх. д. (41.170976, -80.866271).  За даними Бюро перепису населення США в 2010 році селище мало площу 59,93 км², з яких 59,93 км² — суходіл та 0,00 км² — водойми.

## Демографія
Згідно з переписом 2010 року, у селищі мешкало 3417 осіб у 1391 домогосподарстві у складі 1025 родин. Густота населення становила 57 осіб/км².  Було 1496 помешкань (25/км²).
Расовий склад населення:
| - 95,1 % — білих - 3,2 % — чорних або афроамериканців - 0,4 % — азіатів - 0,1 % — корінних американців |

До двох чи більше рас належало 1,1 %. Частка іспаномовних становила 0,9 % від усіх жителів.
За віковим діапазоном населення розподілялося таким чином: 21,1 % — особи молодші 18 років, 61,7 % — особи у віці 18—64 років, 17,2 % — особи у віці 65 років та старші. Медіана віку мешканця становила 45,0 року. На 100 осіб жіночої статі у селищі припадало 94,5 чоловіків;  на 100 жінок у віці від 18 років та старших — 95,9 чоловіків також старших 18 років.
Середній дохід на одне домашнє господарство  становив 59 005 доларів США (медіана — 49 038), а середній дохід на одну сім'ю — 65 084 долари (медіана — 56 393). Медіана доходів становила 46 078 доларів для чоловіків та 42 697 доларів для жінок. За межею бідності перебувало 7,4 % осіб, у тому числі 15,9 % дітей у віці до 18 років та 4,6 % осіб у віці 65 років та старших.
Цивільне працевлаштоване населення становило 1582 особи. Основні галузі зайнятості: виробництво — 28,9 %, освіта, охорона здоров'я та соціальна допомога — 19,3 %, роздрібна торгівля — 13,7 %.